# Nakamura Ryota
Ryota Nakamura (中村 亮太 (Trung-Thôn Lượng-Thái) Nakamura Ryōta, sinh ngày 28 tháng 1 năm 1991) là một cầu thủ bóng đá người Nhật Bản. Anh thi đấu cho Blaublitz Akita.

## Sự nghiệp thi đấu
Ryota Nakamura thi đấu cho câu lạc bộ tại J2 League; Matsumoto Yamaga FC mùa giải 2013.

## Thống kê câu lạc bộ
Cập nhật đến ngày 8 tháng 3 năm 2018.
| Thành tích câu lạc bộ | Thành tích câu lạc bộ | Thành tích câu lạc bộ | Giải vô địch | Giải vô địch | Cúp Liên đoàn         | Cúp Liên đoàn         | Tổng cộng | Tổng cộng |
| Mùa giải              | Câu lạc bộ            | Giải vô địch          | Số trận      | Bàn thắng    | Số trận               | Bàn thắng             | Số trận   | Bàn thắng |
| Nhật Bản              | Nhật Bản              | Nhật Bản              | Giải vô địch | Giải vô địch | Cúp Hoàng đế Nhật Bản | Cúp Hoàng đế Nhật Bản | Tổng cộng | Tổng cộng |
| --------------------- | --------------------- | --------------------- | ------------ | ------------ | --------------------- | --------------------- | --------- | --------- |
| 2013                  | Matsumoto Yamaga      | J2 League             | 1            | 0            | 0                     | 0                     | 1         | 0         |
| 2014                  | FC Osaka              | JRL (Kansai, Div. 1)  | 13           | 6            | 1                     | 0                     | 14        | 6         |
| 2015                  | FC Osaka              | JFL                   | 27           | 10           | 2                     | 1                     | 1         | 0         |
| 2016                  | Azul Claro Numazu     | JFL                   | 28           | 7            | –                     | –                     | 28        | 7         |
| 2017                  | Azul Claro Numazu     | J3 League             | 30           | 7            | 1                     | 0                     | 31        | 7         |
| Tổng cộng sự nghiệp   | Tổng cộng sự nghiệp   | Tổng cộng sự nghiệp   | 99           | 30           | 4                     | 1                     | 103       | 31        |